# مبكى العشاق (فلم)
قصة يوسف السباعي - بطولة سعاد حسني - رشدي أباظة - زهرة العلا - يوسف شعبان - سهير الباروني
ويدور احداث الفيلم حول المهندس محمود (رشدى اباظة)الذي تتوفي زوجته كريمة (زهرة العلا)ويتفرغ لتربية ابنته إلى أن يقع في حب خادمته سكينة (سعاد حسنى)التي تتطلب الزواج منه والاعتراف بابنه ويتنكر لها نظرا للفارق الاجتماعى بينهم فتقرر الانتحار ولكن في النهاية ينقذها وينتصر الحب.
الفيلم من إنتاج وإخراج :حسن الصيفى

## وصلات خارجية
- مقالات تستعمل روابط فنية بلا صلة مع ويكي بيانات